# Tran Quang Ha
Tran Quang Ha (26 de octubre de 1971) es un deportista vietnamita que compitió en taekwondo. Ganó una medalla de bronce en el Campeonato Mundial de Taekwondo de 1995, y una medalla de oro en los Juegos Asiáticos de 1994.

## Palmarés internacional
| Campeonato Mundial | Campeonato Mundial | Campeonato Mundial | Campeonato Mundial |
| Año                | Lugar              | Medalla            | Categoría          |
| ------------------ | ------------------ | ------------------ | ------------------ |
| 1995               | Manila (Filipinas) | Medalla de bronce  | –58 kg             |
| Juegos Asiáticos   |                    |                    |                    |
| Año                | Lugar              | Medalla            | Categoría          |
| 1994               | Hiroshima (Japón)  | Medalla de oro     | –58 kg             |